# Јасло
Јасло (пољ. Jasło) град је у Пољској у Војводству поткарпатском. По подацима из 2012. године број становника у месту је био 36 641.

## Становништво
| 2012.  |
| ------ |
| 36 641 |

## Партнерски градови
- Мако